# Mancoa bracteata
Mancoa bracteata är en korsblommig växtart som först beskrevs av Sereno Watson, och fick sitt nu gällande namn av Reed Clark Rollins. Mancoa bracteata ingår i släktet Mancoa och familjen korsblommiga växter. Inga underarter finns listade i Catalogue of Life.